# Koumbri
Koumbri è un dipartimento del Burkina Faso classificato come comune, situato nella provincia di Yatenga, facente parte della Regione del Nord.
Il dipartimento si compone del capoluogo e di altri 30 villaggi: Amene-Mossi, Amene-Saaba. Bidi-Mossi, Bidi-Peulh-Thiou, Bidi-Peulh-Todiam, Bidi-Rimaibe-Thiou, Bidi-Rimaibe-Todiam, Bidi-Silmimossi, Dandambara, Desse, Dondombene-Mossi, Dondombene-Peulh, Gassin-Sirgui, Keke-Mossi, Keke-Peulh, Kougourin, Ninigui, Pogoro-Mossi, Porogo-Silmimossi, Rim, Ronga, Saya-Mossi, Saya-Peulh, Seno-Bosnore, Seno–Todiam, Silga, Soulou, Tanvousse–Mossi, Tanvousse–Peulh e Tibtenga.